# ایول
ایول، روستایی از توابع بخش چهاردانگه در شهرستان ساری، استان مازندران، ایران است. از جاذبه‌های طبیعی این روستا می‌توان به چشمه‌سارهای فراوان، آبشار و غار طبیعی اشاره کرد. گردو اصلی‌ترین سوغات این روستا به شمار می‌آید که وجود باغ‌های بزرگ گردو در جای جای ایول، به خوبی خود نمایی می‌کند. گلپر، آویش، زرشک محلی و سبزیجات معطر از اصلی‌ترین محصولات طبیعی در این روستا هستند. در کنار این‌ها، سیب‌زمینی، لوبیا، برنج، گل محمدی، گل گاوزبان، جو و گندم از مهم‌ترین محصولات باغی در روستای ایول است که تمرکز و توجه کشاورزان و باغداران را به خود معطوف کرده است. 

## جمعیت
این روستا در دهستان پشتکوه قرار داشته و براساس آخرین سرشماری مرکز آمار ایران که در سال ۱۳۹۵ صورت گرفته، جمعیت آن ۱۳۴نفر (۵۴خانوار) بوده‌است.
روستای ایول در سرشماری سال ۱۳۹۵
| شمار خانوار | جمعیت | زن | مرد |
| ۵۴          | ۱۳۴   | ۷۵ | ۵۹  |

## اذیت و آزار بهائیان روستای ایول
در تیر ماه سال ۱۳۸۹ چهار لودر و تعدادی کامیون خانه تعدادی از بهائیان این روستا را تخریب نمودند. نماینده جامعه بهائیان اعلام نمود این واقعه را به اطلاع نهادهای حقوق بشری سازمان ملل خواهند رساند.
هر چند بهائیان ایول سال‌ها پیش از این تاریخ، یعنی در سال 1363 از روستا رانده شدند و زمین‌ها و خانه هایشان غصب شد. آنها به هر مرجعی در مازندران و تهران شکایت کردند نتیجه‌ای نگرفتند. نهایتاً در تاریخ ۲۰ فوریه ۲۰۲۱ میلادی دادگستری مازندران حکم به مصادرۀ املاک و زمین‌های زراعی ۲۷ خانواده بهایی روستای ایول داد. بسیاری از مقامات سیاسی و مذهبی جهان، من جمله نخست‌وزیر پیشین، دادستان‌های کل و وزیران پیشین کانادا به همراه چندین چهره دانشگاهی این کشور، کنگره اسلامی آمریکا،  شورای ائمه کانادا و چندین روحانی سرشناس مسلمان در هند و انگلیس این حکم دادگاه و رفتار حکومت ایران با بهائیان را محکوم کردند و خواستار استرداد املاک بهائیان ایول شدند.